# Generació del 45
La Generació del 45 fa referència a una generació d'autors uruguaians, principalment escriptors de diversos gèneres (tot i que també va incloure músics i pintors) que van sorgir artísticament des de 1945 fins a 1950. Els seus integrants van ser part d'un fenomen social, polític i cultural el qual va tenir una influència determinant en la identitat intel·lectual uruguaiana contemporània.

## Representants destacats
Entre els escriptors que poden ser citats dins d'aquesta generació estan Carlos Maggi, Manuel Flores Mora, Ángel Rama, Emir Rodríguez Monegal, Carlos Real de Azúa, Carlos Martínez Moreno, Domingo Bordoli, Mario Arregui, Mauricio Muller, José Pedro Díaz, Amanda Berenguer, María Inés Silva Vila, Tola Invernizzi, Mario Benedetti, Ida Vitale, Idea Vilariño, Líber Falco, Carlos Brandy, María de Montserrat, Juan Cunha, Giselda Zani, Sarandy Cabrera i Armonía Somers.

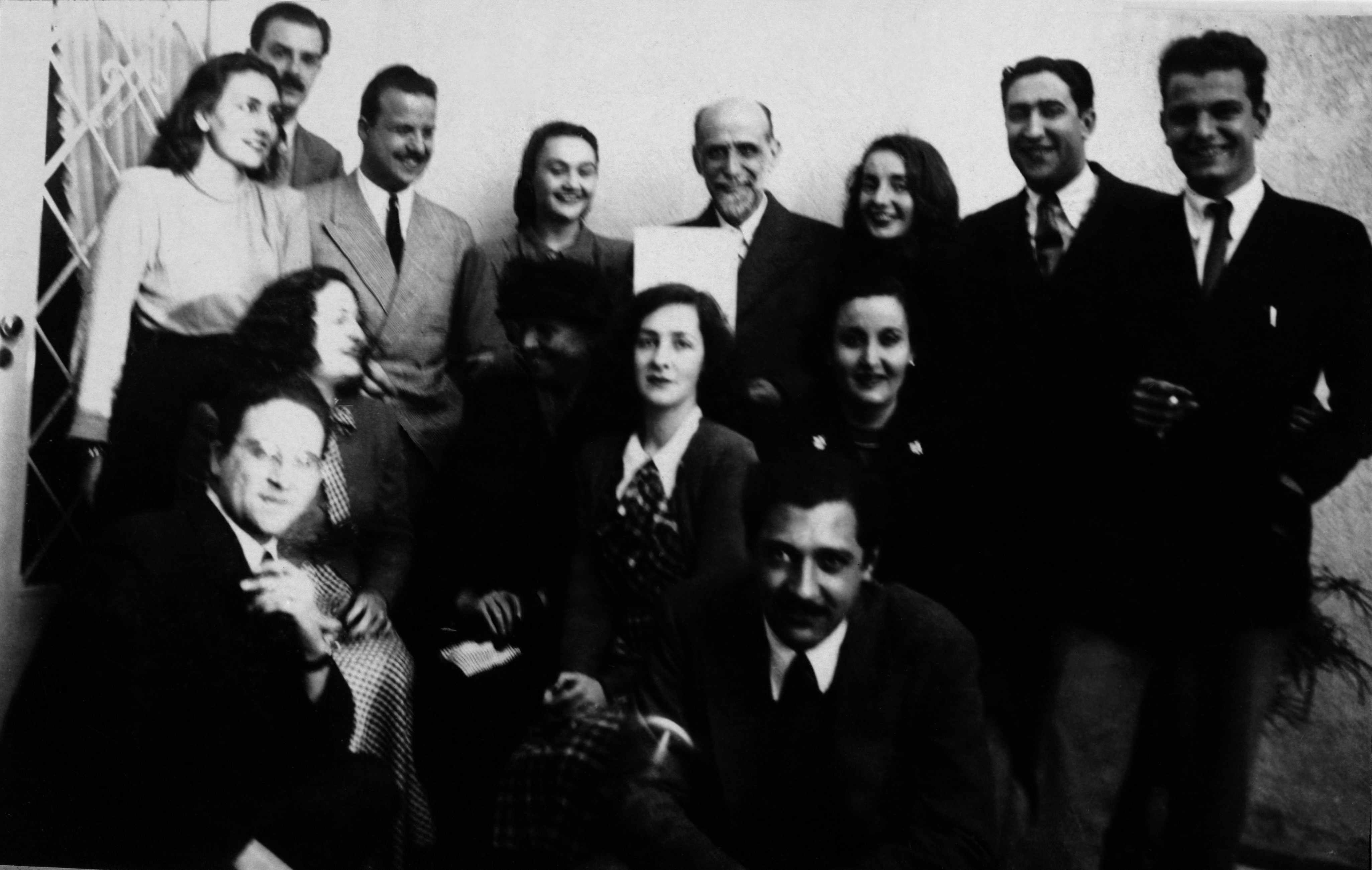
La Generació del 45 en ocasió de la visita de Juan Ramón Jiménez. D'esquerra a dreta, dempeus: María Zulema Silva Vila, Manuel Arturo Claps, Carlos Maggi, María Inés Silva Vila, Juan Ramón Jiménez, Idea Vilariño, Emir Rodríguez Monegal i Ángel Rama. Asseguts: José Pedro Díaz, Amanda Berenguer, Zenobia Camprubí, Ida Vitale, Elda Lago i Manuel Flores Mora
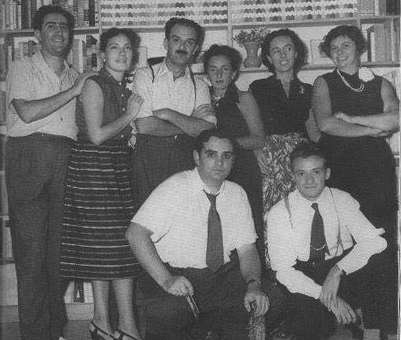
Reunió de la revista Número en casa d'Emir Rodríguez Monegal. Dempeus: Emir, Zoraida Mébot, Manuel Arturo Claps, Idea Vilariño, Luz López i Baíta Sureda. Asseguts: Sarandy Cabrera i Mario Benedetti

Juan Carlos Onetti mirava el grup com un patriarca, ja que als 36 anys ja havia publicat tres llibres: El pozo (El pou), Tierra de nadie (Terra de ningú) i Para esta noche (Per a aquesta nit); a més d'alguns contes importants. Va obtenir el Premi Nacional de Literatura el 1963 i el Premi Cervantes el 1980.
El fenomen de la Generació del 45 va ser el resultat d'un terreny cultural de Montevideo llargament adobat que en un cert moment va florir. L'època que va seguir a 1945, durant gairebé dues dècades, va ser la privilegiada prolongació d'aquests detalls. En els anys posteriors, la poesia es fa intimista, mostra angoixa i desil·lusió, reflex de la filosofia i tendències literàries universals de moment.
Molts escriptors posteriors han mantingut la influència d'algun dels autors d'aquesta generació.
El fenomen del creixement de les ciutats que succeeix durant la primera meitat del segle xx repercuteix en la producció literària. Mario Benedetti afirma al respecte: 
| « | Crec que la revista «Número» era bastant més rigorosa, i quan s'ocupava de la literatura nacional ho feia gairebé sempre sobre la literatura urbana, una manera de fer literatura que va començar amb la nostra generació, la del 45, perquè fins a aquests moments la literatura uruguaiana només tractava temes sobre el camp, sobre gautxos, etc., i estàvem en una època en què tot això havia canviat. Els escriptors que produïen en aquests anys gairebé cap venia del camp, el camp que havien conegut ells era a través d'altres poetes que sí que havien viscut aquesta experiència, ... Els escriptors d'Asir reflectien en els seus escrits un ambient idealista i romàntic, parlaven del paisatge, de la natura, i mai es referien a la ciutat. A més, en aquelles dates, estaven esdevenint moltes coses a la ciutat, la meitat del país vivia a Montevideo, aquesta era la realitat ... | » |